# Chalinolobus morio
Chalinolobus morio (Gray, 1841) è un pipistrello della famiglia dei Vespertilionidi endemico dell'Australia.

## Descrizione

### Dimensioni
Pipistrello di piccole dimensioni, con la lunghezza dell'avambraccio tra 35 e 39 mm, la lunghezza della coda tra 39 e 49 mm, la lunghezza delle orecchie tra 9 e 10 mm e un peso fino a 10,3 g.

### Aspetto
La pelliccia è lunga. Il colore generale del corpo è marrone brillante. Il muso è corto e largo, dovuto alla presenza di una massa ghiandolare presente su ogni lato e separata da un profondo solco dalle narici che si aprono lateralmente. Le orecchie sono corte, triangolari, con l'estremità arrotondata e con l'antitrago che si estende attraverso un lobo carnoso rotondo sul labbro inferiore all'angolo posteriore del muso e un lobo allungato più piccolo lungo il labbro inferiore. Il trago è corto, allargato verso l'estremità arrotondata ed inclinato in avanti. Le ali sono attaccate posteriormente alla base delle dita dei piedi, i quali sono piccoli. La coda è lunga ed inclusa completamente nell'ampio uropatagio. Il calcar è provvisto di una carenatura rotonda ben sviluppata.

## Biologia

### Comportamento
Si rifugia in gruppi da alcune decine a un migliaio di individui nelle cavità degli alberi, anfratti artificiali e più raramente nelle grotte. Durante le stagioni riproduttive le femmine formano grandi colonie. Il volo è rapido.

### Alimentazione
Si nutre di insetti volanti, in particolare falene,  catturati sotto la volta forestale.

### Riproduzione
Danno alla luce un piccolo alla volta un piccolo o talvolta due alla volta tra ottobre e novembre. 

## Distribuzione e habitat
Questa specie è diffusa nell'Australia occidentale e Territorio del Nord meridionali, nell'Australia meridionale, Queensland, Nuovo Galles del Sud, Victoria e Tasmania.
Vive in diversi tipi di habitat, dai boschi sub-alpini alle piane aride fino a 1.570 metri di altitudine.

## Conservazione
La IUCN Red List, considerato il vasto areale, la tolleranza a diversi tipi di habitat e la popolazione numerosa, classifica C.morio come specie a rischio minimo (Least Concern)).